# Regaal (vorstelijk recht)
Een regaal, meervoud regalen, afgeleid van het Latijnse begrip "iura regalia" (koninklijke rechten), is een recht of prerogatief dat vermoedelijk vanaf de Karolingische tijd was voorbehouden aan een vorst of monarch en in een leenstelsel aan lagere edelen werd afgestaan, in ruil voor wederdiensten als militaire bijstand. Voorbeelden zijn: het recht op de heerbanen, bevaarbare stromen, op de onbeheerde goederen, het recht van muntslag, van tolheffing, en het visrecht. In de Nederlandse taal wordt met het woord regalia ook de uiterlijke kenmerken van een vorst aangeduid.
Iura Regalia (koninklijke rechten) is sinds de 11de eeuw internationaal de benaming voor rechten en praerogativa die aan een koning/keizer toekwamen, of waar hij aanspraak op maakte. Deze hoogheidsrechten behoorden, anders dan in het Romeinse Rijk, aan de koning persoonlijk. Dat kwam voort uit de christelijke gedachte dat de koning/keizer ‘’Dei gratia’’, door God aangesteld was. De regalia behoorden tot het persoonlijk vermogen en waren net als andere vermogensbestanden deelbaar en overerfelijk.
Enerzijds bestonden de regalia uit overheidsgezag, anderzijds uit tal van economische rechten, vooral gebaseerd op grondbezit. Door het in gebruik geven van stukken grond of gebruiksrechten aan anderen onder het maken van bepaalde afspraken, bekend als het leenstelsel of feodalisme, kwamen deze rechten in de loop der eeuwen in handen van regionale landheren, die zo plaatselijk een nieuwe machthebbers konden worden. Dit voerde tot verzwakking van de centrale macht en uiteenvallen van het Frankische rijk.
In 1158 probeerde Frederik Barbarossa het centraal gezag in Italië te herstellen door op de Rijksdag in Roncaglia (Noord-Italië) een Weistum, ofwel beschrijving van het (in zijn rijk) geldende recht, de Constitutio de regalibus te presenteren. Het in zijn rijk geldende recht was geïnventariseerd en de codificatie samengesteld door juristen van de universiteit van Bologna in samenwerking met 28 vorsten van plaatselijke stadsstaten. Hierin was deels plaatselijk geldend recht opgenomen en deels Romeins recht. Bij de ontwikkeling van het leenstelsel speelden het Langobardische (gewoonte-)recht een grote rol, dat recht werd nu ook in de Constitutio opgenomen. Daarna werd de Constitutio bijgewerkt met plaatselijk geldend Germaans recht met de bedoeling in West-Europa te dienen als algemene regeling voor het leenrecht. Het is nog lang door rechtsgeleerden als geldend aangemerkt.

## Regalia
Van de regalia is het grootste gedeelte opgenomen in het Corpus iuris civillis. Een aantal wel geldende regale rechten is niet vermeld.

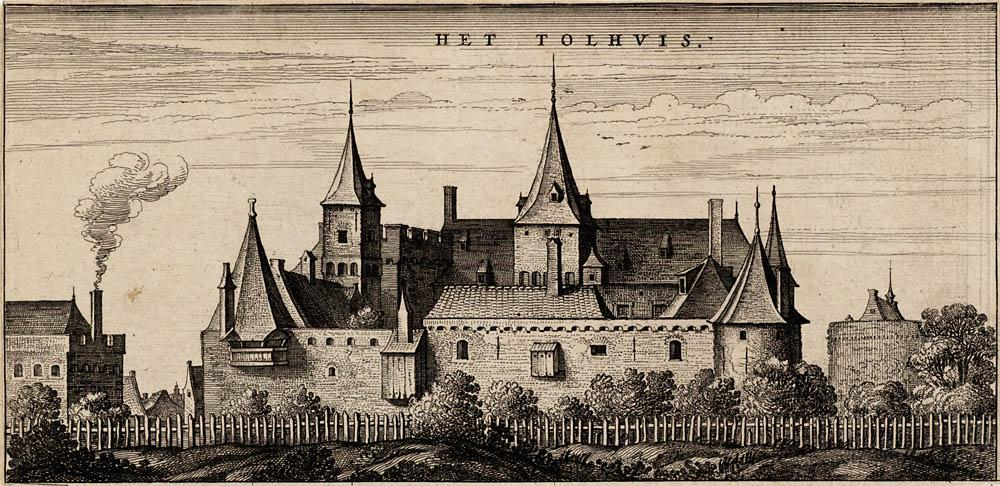
Een gewild tolrecht was dat van Lobith, strategisch gelegen bij de splitsing van Rijn en Waal

### Opgenomen regalia
- recht op heervaart
- aanspraak op militaire bijstand, inclusief transportdiensten te land en te water
- het muntrecht
- voordelen uit boeten en verbeurdverklaringen
- stroomregaal met daaruit voortvloeiend de vectigalia (tollen)
- visserijregaal en havenrecht/liggeld
- zouttol (accijns)
- eigendomsrecht van heerbanen en de bevaarbare wateren
- het recht van veer
- het wildernis- of grondregaal, hieronder vielen:
  - het recht op goederen zonder eigenaar (bona vacantia)
  - recht op de helft van een op keizerlijk domein toevallig gevonden schat

### Niet opgenomen regalia
- jachtrecht (is later door de landheren opgenomen)
- het recht op opengevallen nalatenschap van bastaarden (droit bâtardise)
- idem van vreemdelingen (droit dáubaine)
- het recht om met uitsluiting van anderen zwanen te houden (zwaandrift)
- het recht van strandvondst (droit d’épaves) of strandrecht (jus litoris).

## Verval regalia
Veel regalia zijn vanaf de 11de eeuw overgegaan aan landsheren, waarna het van de landsheer weer overging op steden of (plattelands)heerlijkheden. Dit ging via lening, vererving, huwelijk, koop of een vorm van usurpatie.
Met de Staatsregeling van 1798 zijn alle regale rechten afgeschaft. Enkele van de regale rechten zijn als 'oud zakelijke rechten' (heerlijke rechten) blijven bestaan, zoals een enkel recht van zwanendrift en een enkel visrecht.